# Odiló de Baviera
Odiló de Baviera (? - 18 de gener del 748) fou duc de Baviera vers 737 fins a la seva mort el 748; era membre de la família dels agilolfings. Es va casar (741) amb Hiltruda (o Khiltruda), filla de Carles Martell i germana de Pipí el Breu i de Carloman. Era fill del duc Hugobert de Baviera el qual era cosí germà de Suanaquilda, la segona esposa de Carles Martell i mare de Gripó, germanastre doncs de Pipí i Carloman; la seva mare era Ratruda de Friül. No obstant algunes fonts pensen que el matrimoni d'Hugobert i Ratruda no va tenir fills i que Odiló era fill de Ragnetruda (germana de Teodó II de Baviera) i de Godofreu d'Alamània; a la mort de Godofreu el 708 o 709 els seus fills Odiló i Huching s'haurien repartit el domini patern, rebent el primer Turgòvia i el segon Rètia. Odiló hauria recollit la successió del seu oncle Hugobert a la mort d'aquest el 736.
Odilo va presidir l'establiment dels bisbats de Baviera el 739, quan Bonifaci de Fulda va establir les diòcesis de Regensburg/Ratisbona, Freising, Passau i Salzburg, seguides el 741 de la diòcesi de Würzburg.
El 742 els germanastres de Gripó es van repartir l'herència paterna a Vell Poitiers (al costat de Poitiers) i el van excloure i només li van deixar alguns dominis dispersos. La seva mare Suanaquilda el va incitar a la revolta per obtenir tot el regne. El jove es va refugiar a Laon, ciutat fortificada, i es va declarar en guerra contra els seus germans. Aquestos van mobilitzar l'exèrcit i van assetjar Laon i el van obligar a rendir-se sent internat al castell de Novum Castellum (l'actual Vaux-sous-Chèvremont prop de Lieja a les Ardenes de Bèlgica), mentre Suanaquilda fou tancada a l'abadia de Chelles a Seine-et-Marne on va restar de per vida. Odiló va donar suport al seu parent en la revolta. El 743 els rebels van formar una lliga i Hunald I d'Aquitània es va aliar amb el duc Odiló de Baviera, defensor dels drets de Gripó, que tenia el suport dels saxons i els alamans. Odiló fou el primer que va patir els atacs dels seus cunyats. Pipí i Carloman van passar el Rin i van entrar al ducat de Baviera, derrotant i posant en fuita al duc. La campanya de Baviera havia durat només 52 dies. Odiló va haver de reconèixer l'autoritat de Pipí i Carloman i va poder conservar el ducat.
Pipí el Breu va alliberar a Gripó el 747 i li va concedir alguns territoris; però Gripó que no oblidava els maltractes que havia patit i aspirava a la meitat del regne, es va escapar, va passar el Rin i es va refugiar amb els saxons, als que va incitar a la revolta. Pipí va anar a Saxònia a dominar l'aixecament el que va aconseguir amb certa facilitat. Gripó va fugir llavors a Baviera amb el seu oncle el duc Odiló, que encara que estava casat amb Hiltruda, germana de Carloman i Pipí, era de la sang de Gripó per la mare d'aquest i per aquestos llaços de sang li donava suport.
A la mort d'Odiló el 748, Gripó va assolir el ducat en perjudici de l'infant de 7 anys Tassiló, fill d'Odiló, que per tant era nebot de Pipí i Carloman per la mare. Pipí va anar a Baviera amb un exèrcit i Gripó va demanar la pau. El rei va restablir al seu nebot i per evitar més guerres amb Gripó li va cedir el Maine i fins a dotze comtats a Nèustria.
Odiló és considerat el fundador de les abadies de Niederaltaich, Mondsee, i altres. Va ordenar posar per escrit les Lex Baiuvariorum, les lleis tribals del bavarii. Fou enterrat a l'abadia de Gengenbach.